# 黒田治高
黒田 治高（くろだ はるたか）は、筑前国福岡藩8代藩主。

## 生涯
讃岐国多度津藩主・京極高慶の七男。母は高慶の側室で林代右衛門の娘・誓寿院。幼名は又八。初名は京極高幸（きょうごく たかゆき）。京極家では「高」の字を通字に用いているので、黒田家に養子入りしてからも1か月ほどは改名せずに同じ諱で黒田高幸（くろだ たかゆき）と名乗っていた。その後に治高と改名する。
宝暦4年（1754年）5月28日、丸亀城にて生まれた。天明元年（1781年）11月、福岡藩主・黒田治之の末期養子となる。天明2年（1782年）2月2日、家督を相続した。同年2月18日、将軍徳川家治に御目見した。同年3月7日、従四位下・侍従・筑前守に叙任し、養父・治之と同じく家治より偏諱を受けて治高と改名する。同年3月15日、初めてのお国入りの許可を得る。同年5月、福岡に入り、領内の巡見や山笠見物などをした。翌6月に体調を崩し、8月21日に福岡城において死去した。29歳。なお、幕府には10月24日死亡と届けた。後嗣は生前に仮養子として指名していた一橋徳川家当主・徳川治済（養父・黒田治之の兄）の三男・雅之助（黒田斉隆）を末期養子に迎え、京極家からの藩主は1代限りとなった。

## 黒田家と京極家の関係
先代・黒田治之の子女は早世して残っていなかったため、黒田家と同じく宇多源氏佐々木流を称する同族京極家から養子を迎えたという。黒田家では治高を、3代光之の娘・筑姫（酒井忠挙の正室）の子孫として養子に貰い受けたというが、京極家の記録では実際には血筋はつながっていない。丸亀藩主京極高豊の継室の市子は筑姫の娘で、嫡男の京極高或をもうけたが、多度津家初代で治高の実祖父の京極高通は高豊が側室との間にもうけた庶子である。なお、治高の実父京極高慶の正室は久留里藩主黒田直純の娘であるが、こちらの黒田家は福岡藩黒田家とは別系統であり、かつ治高は正室の子ではない。

## 系譜
- 父：京極高慶
- 母：誓寿院 - 林代右衛門の娘
- 養父：黒田治之
- 正室：無
- 養子
  - 男子：黒田斉隆 - 徳川治済の三男